# Michał Rozenfeld

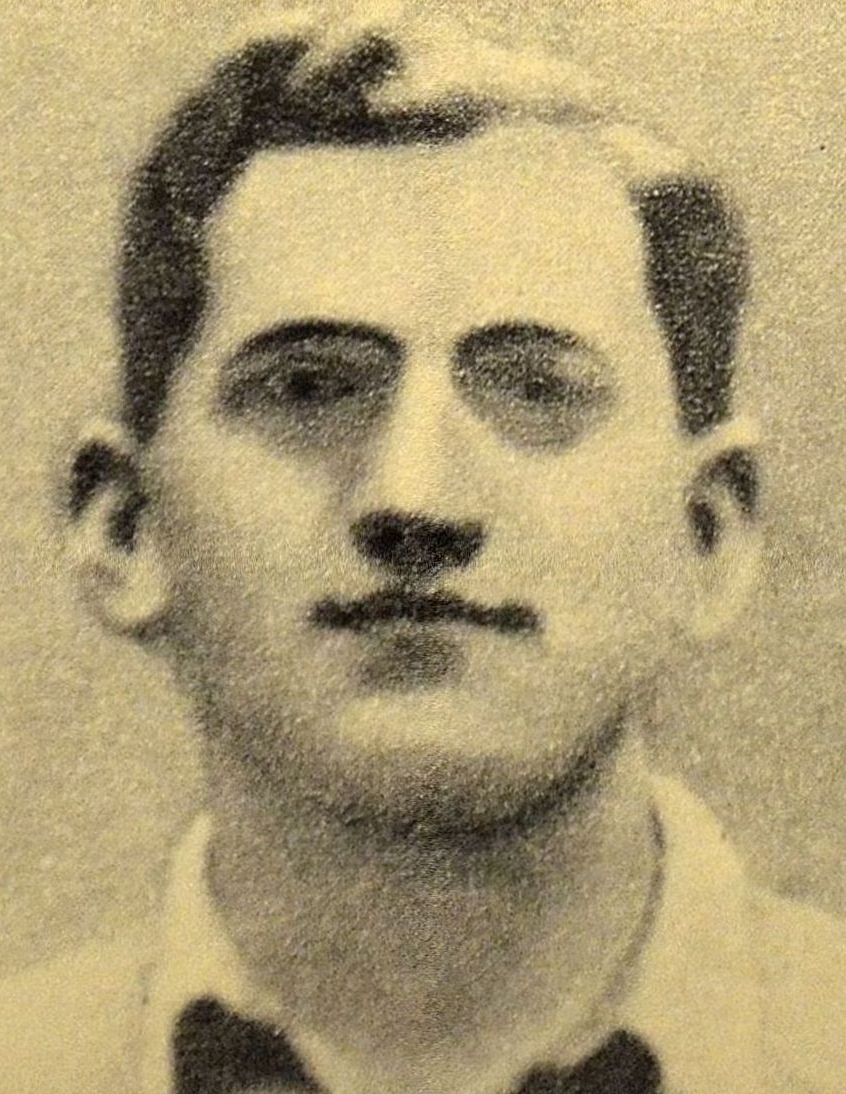
Michał Rozenfeld

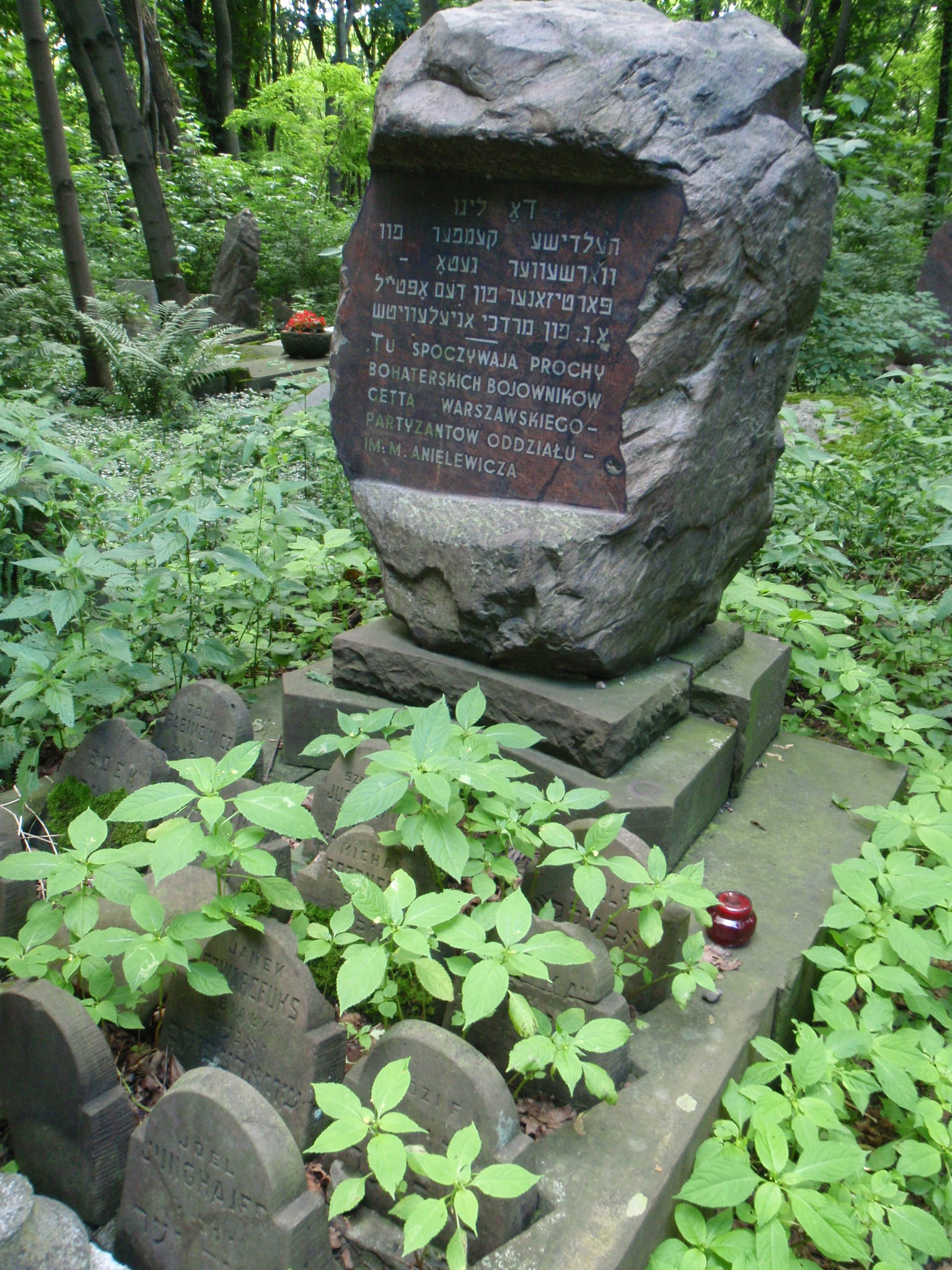
Das Grab von Michał Rozenfeld und ihn begleiteten Kämpfer auf dem jüdischen Friedhof in Warschau.

Michał Rozenfeld (* 1916; † 2. September 1943 in Krawcowizna, Masowien) war ein polnischer jüdischer Widerstandskämpfer während des Zweiten Weltkriegs, Teilnehmer des Aufstandes im Warschauer Ghetto und Partisan der Abteilung der Volksgarde (pol. Gwardia Ludowa) namens Mordechaj Anielewicz.

## Leben
Michał Rozenfeld studierte vor dem Ausbruch des Zweiten Weltkrieges Psychologie, u. a. bei Tadeusz Kotarbiński. Nach dem Ausbruch des Krieges geriet Rozenfeld ins Warschauer Ghetto, wo er als Lehrer arbeitete. Er war Mitglied der Polnischen Arbeiterpartei (Polska Partia Robotnicza) und der Hauptwehr der Jüdischen Kampforganisation (Żydowska Organizacja Bojowa, kurz ŻOB). Zusammen mit Mordechaj Anielewicz war er im Bunker in der ul. Miła 18. Am 10. Mai 1943 entkam er zusammen mit einer Gruppe der jüdischen Widerstandskämpfer durch Kanäle auf die ulica Prosta.
Nach der Niederschlagung des Aufstandes versteckte er sich in den Wäldern in der Nähe von Wyszków, wo er in einer Abteilung der Volkswache kämpfte. Ein Förster von Krawcowizna informierte den deutschen Feind, dass die Partisanen sich im Wald befänden. Zwölf Kämpfer fanden den Tod, darunter Michał Rozenfeld. Er ist im Massengrab der Volksgarde-Partisanen auf dem jüdischen Friedhof in der ulica Okopowa in Warschau begraben (Quartier 31, Reihe 3).
1945 wurde er posthum mit dem Silbernen Kreuz des Ordens Virtuti Militari ausgezeichnet.

## Erinnerung
Der Name von Michał Rozenfeld befindet sich auf der Gedenktafel am Denkmal der Evakuierung der Kämpfer aus dem Warschauer Ghetto in der ulica Prosta 51 in Warschau.